# Грушківська сільська рада (Кам'янець-Подільський район)
Гру́шківська сільська́ ра́да — адміністративно-територіальна одиниця та орган місцевого самоврядування в Кам'янець-Подільському районі Хмельницької області. Адміністративний центр — село Грушка.

## Загальні відомості
Грушківська сільська рада утворена в 1923 році.
- Територія ради: 47,7 км²
- Населення ради: 1 468 осіб (станом на 2001 рік)
- Територією ради протікає річка Дністер

## Населені пункти
Сільській раді були підпорядковані населені пункти:
- с. Грушка
- с. Каштанівка
- с. Рункошів

## Склад ради
Рада складалася з 16 депутатів та голови.
- Голова ради: Чорненька Наталія Олександрівна

### Керівний склад попередніх скликань
| Прізвище, ім'я, по батькові     | Основні відомості                                                                       | Дата обрання | Дата звільнення |
| ------------------------------- | --------------------------------------------------------------------------------------- | ------------ | --------------- |
| Приступа Анатолій Броніславович | Сільський голова, 1957 року народження, безпартійний                                    | 26.03.2006   | 31.10.2010      |
| Чорненька Наталія Олександрівна | Сільський голова, 1969 року народження, освіта середня спеціальна, член Народної партії | 31.10.2010   |                 |

Примітка: таблиця складена за даними сайту Верховної Ради України

### Депутати
За результатами місцевих виборів 2010 року депутатами ради стали:

#### За суб'єктами висування
| Суб'єкт висування                 | Кількість обраних депутатів | %    |
| --------------------------------- | --------------------------- | ---- |
| Народна партія                    | 11                          | 68,8 |
| Самовисування                     | 3                           | 18,8 |
| Партія регіонів                   | 1                           | 6,3  |
| Політична партія «Сильна Україна» | 1                           | 6,3  |

#### За округами
| № округу                          | Прізвище, ім'я, по батькові     | Дата визнання обраним | Освіта             | Партійна приналежність                  | Відомості про обраного депутата                                 |
| --------------------------------- | ------------------------------- | --------------------- | ------------------ | --------------------------------------- | --------------------------------------------------------------- |
| Народна Партія                    |                                 |                       |                    |                                         |                                                                 |
| 1                                 | Розворук Лариса Яківна          | 02.11.2010            | вища               | член Народної партії                    | Грушківська сільська рада, землевпорядник                       |
| 5                                 | Миколайчук Валентина Іванівна   | 02.11.2010            | вища               | позапартійна                            | Грушківський навчально-виховний комплекс, директор              |
| 6                                 | Тимчук Алла Степанівна          | 02.11.2010            | вища               | член Народної партії                    | СТ «Грушецький», голова                                         |
| 8                                 | Антименюк Володимир Олекійович  | 02.11.2010            | середня            | позапартійний                           | пенсіонер                                                       |
| 9                                 | Комар Олександр Петрович        | 02.11.2010            | середня спеціальна | позапартійний                           | ветеринарний фельдшер                                           |
| 11                                | Атаманюк Анатолій Петрович      | 02.11.2010            | середня            | позапартійний                           | тимчасово не працює                                             |
| 12                                | Крижанівський Анатолій Петрович | 02.11.2010            | середня            | член Народної партії                    | приватний підприємець                                           |
| 13                                | Кравчук Микола Степанович       | 02.11.2010            | середня            | член Народної партії                    | пенсіонер                                                       |
| 14                                | Мельник Валентина Антонівна     | 02.11.2010            | вища               | позапартійна                            | Грушківська державна лікарня ветеринарної медицини, завідувачка |
| 15                                | Кузьмінський Петро Михайлович   | 02.11.2010            | середня спеціальна | член Народної партії                    | Грушківська державна лікарня ветеринарної медицини, фельдшер    |
| 16                                | Мельник Дмитро Володимирович    | 02.11.2010            | середня            | позапартійний                           | Орендатор земельної ділянки, фермер                             |
| Партія регіонів                   |                                 |                       |                    |                                         |                                                                 |
| 7                                 | Надкернична Лідія Іванівна      | 02.11.2010            | середня            | член Партії регіонів                    | пенсіонер                                                       |
| Політична партія «Сильна Україна» |                                 |                       |                    |                                         |                                                                 |
| 4                                 | Горгулько Ольга Миколаївна      | 02.11.2010            | середня спеціальна | член Політичної партії «Сильна Україна» | Грушківська сільська бібліотека, бібліотекар                    |
| Самовисування                     |                                 |                       |                    |                                         |                                                                 |
| 2                                 | Комар Ганна Іванівна            | 09.01.2011            | середня спеціальна | позапартійна                            | тимчасово не працює                                             |
| 3                                 | Брижак Микола Олексійович       | 02.11.2010            | середня спеціальна | позапартійний                           | тимчасово не працює                                             |
| 10                                | Гончарук Євгена Іванівна        | 02.11.2010            | середня спеціальна | позапартійна                            | Грушківська сільська рада, бухгалтер                            |